# Montrose (South Dakota)
Montrose is een plaats (city) in de Amerikaanse staat South Dakota, en valt bestuurlijk gezien onder McCook County.

## Demografie
Bij de volkstelling in 2000 werd het aantal inwoners vastgesteld op 460.
In 2006 is het aantal inwoners door het United States Census Bureau geschat op 464, een stijging van 4 (0,9%).

## Geografie
Volgens het United States Census Bureau beslaat de plaats een oppervlakte van
1,1 km², geheel bestaande uit land. Montrose ligt op ongeveer 448 m boven zeeniveau.

## Plaatsen in de nabije omgeving
De onderstaande figuur toont nabijgelegen plaatsen in een straal van 24 km rond Montrose.